# Pericycos sulawensis
Pericycos sulawensis es una especie de escarabajo longicornio del género Pericycos, tribu Monochamini, subfamilia Lamiinae. Fue descrita científicamente por Hüdepohl en 1990.

## Descripción
Mide 25-29,5 milímetros de longitud.

## Distribución
Se distribuye por Indonesia.